# Маргаринова киселина
Маргариновата киселена (още – хептадеканова киселина) С16Н35COOH, е наситена едноосновна карбоксилна киселина.
В природни източници се среща в малки концентрации.

## История
Наименованието „маргаринова“ е въведено през 1813 г. от френския химик Мишел Йожен Шеврьол, който го образува от гръцката дума margaron (перла), тъй като в твърдо състояние свободните мастни киселини имеат перлен блясък. Шеврьол изолира киселината от свинска сланина и получава по данни от анализа формула със 17 въглеродни атома.
През 1853 г. обаче немският химик Хенрих Вилхелм Хайнц съобщава, че не му се е удало да открие в сланината маргаринова киселина, която от своя страна получава по метода на Франкланд и Колбе (постѐпенно нарастване на въглеродната верига).
Последвалите многобройни „открития“ на маргариновата киселина в природните мазнини всеки път се оказват погрешни. Установено е, че в природата същестуват почти изключително киселини с четен брой въглеродни атоми, докато в маргариновата киселина броят им е нечетен. Грешката на Шеврьол и останалите химици намира обяснение в това, че висшите мастни киселини имат твърде сходни свойства и това прави разделянето им много трудно. В много отношения смесите на тези киселини имат поведение на индивидуални вещества и „имитират“ промежутъчната нечетна киселина. Така в сместа от палмитинова (16 въглеродни атома) и стеаринова киселина (18 въглеродни атома) се образува молекулярно съединение (комплекс) от равен брой молекули на тези киселини. Според резултатите на химическия анализ за такава смес се получава „усреднена“ формула, съответстваща на „маргариновата киселина“.
През ХХ век, след появата на нови чувствителни методи за анализ и преди всичко на хроматографията, води до това, че през 50-те години маргариновата киселина (във вид на летливия ѝ сложен етер) все пак е открита в природни източници, макар и в твърде малки количества. В овнешката лой, например, нейното съдържание съставлява едва 1,2 %; примерно такова е и съдържанието ѝ в кравето масло; в маслиновото, слънчегледовото или фастъченото масло съдържанието на маргаринова киселина е около 0,2 % от сумата на всички мастни киселини.
|  | Тази страница частично или изцяло представлява превод на страницата „Маргариновая кислота“ в Уикипедия на руски. Оригиналният текст, както и този превод, са защитени от Лиценза „Криейтив Комънс – Признание – Споделяне на споделеното“, а за съдържание, създадено преди юни 2009 година – от Лиценза за свободна документация на ГНУ. Прегледайте историята на редакциите на оригиналната страница, както и на преводната страница, за да видите списъка на съавторите. ВАЖНО: Този шаблон се отнася единствено до авторските права върху съдържанието на статията. Добавянето му не отменя изискването да се посочват конкретни източници на твърденията, които да бъдат благонадеждни. |